# نیکولت فرناندس
نیکولت فرناندس (انگلیسی: Nicolette Fernandes؛ زادهٔ ۱۹ ژوئن ۱۹۸۳ در تورنتو، انتاریو) اسکواش‌باز زن اهل گویان است که در بازی‌های آمریکای مرکزی و کارائیب، بازی‌های آمریکای جنوبی و بازی‌های پان امریکن در مجموع برنده ۲ مدال طلا، ۳ مدال نقره و ۸ مدال مدال برنز.